# П'єр де Монмор
 П'єр де Монмо́р  (фр. Pierre Rémond de Montmort; 27 жовтня 1678, Париж — 7 жовтня 1719,) — французький математик, член Лондонського королівського товариства (1715), Французької академії наук (1716), зробив значний внесок у становлення теорії ймовірностей.

## Біографія
П'єр Ремон  (титул «де Монмор» він отримав значно пізніше) народився в Парижі в аристократичній родині. Батько — Франсуа Ремон (фр. François Rémond), мати — Маргеріт Ралі (фр. Marguerite Rallu). Батько бажав бачити сина юристом, і П'єр почав вивчати правознавство, але вирушив до Англії, а звідти до Німеччини. Під керівництвом Ніколя Мальбранша освоював філософію і картезіанську фізику, але врешті присвятив себе математиці. До Франції повернувся у 1699 році.
Після смерті батька отримав великий спадок; 1704 року купив замок Шато-де-Монмор і з цього часу називався «П'єр Ремон де Монмор». Листувався з багатьма відомими математиками свого часу: Лейбніцем, Муавром, Миколою I Бернуллі, Тейлором та іншими; чимало з них гостювали в замку де Монмор. У 1715 році, під час чергового візиту до Англії, П'єр Де Монмор був обраний членом Королівського товариства, і в 1716 році став членом Французької академії наук.
Знаний завдяки публікації 1708 року книги «Досвід дослідження азартних ігор» (фр. Essay d'analyse sur les jeux de hazard), перевиданої з доповненнями 1713 року; ця книга містила дослідження ймовірності виграшу в азартних іграх за теорією перерахування.
Також цікавився скінченними різницями. У 1713 році вивів формулу для обрахунку суми кінцевого n складника послідовності
{\displaystyle na+{\frac {n(n-1)}{1\cdot 2}}\Delta a+{\frac {n(n-1)(n-2)}{1\cdot 2\cdot 3}}\Delta ^{2}a+\cdots ,}
де Δ є диференційним оператором.
Помер від натуральної віспи під час її епідемії 1719 року.

## Публікації

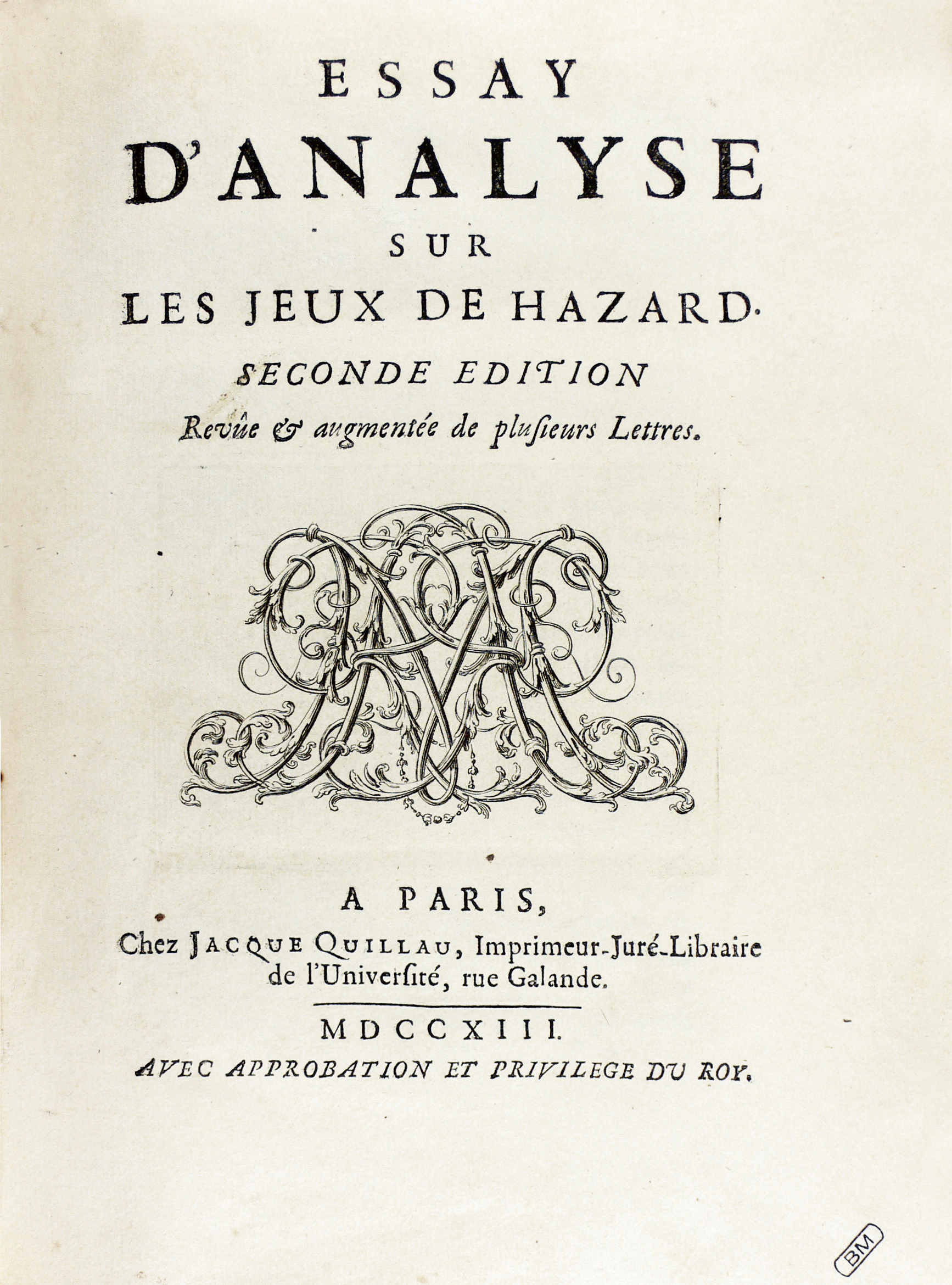
Essay d'analyse sur les jeux de hazard, 1713.

- de Montmort, P. R. . Essay d'analyse sur les jeux de hazard. — Paris : Jacque Quillau, 1708.
- de Montmort, P. R. . Essay d'analyse sur les jeux de hazard. Seconde Edition, Revue & augmentée de plusieurs Lettres. — Paris : Jacque Quillau, 1713.